# Rudolf Lenk
Rudolf Lenk, Pseudonym Rudolf Aister, (* 29. November 1886 in Ried in der Riedmark; † 12. August 1966 in Linz) war ein österreichischer Pädagoge, Autor und Politiker (NSDAP).

## Leben
Rudolf Lenk wuchs in Freistadt auf, wo er 1905 am Staatsgymnasium maturierte. Anschließend studierte er Deutsch und Englisch an der Universität Wien, wo er 1909 zum Doktor promovierte. 1911 legte er die Lehramtsprüfung für Höhere Schulen ab und war anschließend an Wiener Gymnasien als Lehrer tätig. 1921 kam er nach Linz, wo er am Khevenhüller Gymnasium Linz lehrte und 1935 bis 1936 provisorischer Leiter war. 1932 trat er dem Nationalsozialistischen Lehrerbund bei und war dessen Zellen- und Sprengelleiter, zum 1. Oktober 1932 trat er der NSDAP bei (Mitgliedsnummer 1.302.564) und publizierte unter dem Pseudonym Rudolf Aister in der in Wels erschienenen NS-Zeitschrift Der Führer. Wegen seiner nationalsozialistischen Gesinnung wurde Lenk 1936 nicht zum Direktor des Khevenhüllergymnasiums ernannt.
Nach dem Anschluss Österreichs 1938 wurde Lenk unter Gauleiter August Eigruber Geschäftsführer des Landesschulrats und Landesrat für Erziehung, Kultus und Volksbildung in Oberdonau, war er bis 1945 blieb. 1938 bis 1944 war er zudem Präsident des Vereins für Landeskunde und Heimatpflege im Gau Oberdonau. 1945 war er offizieller Dolmetscher bei der Übergabe der Stadt Linz an die amerikanische Besatzungsmacht.
Nach dem Zweiten Weltkrieg wurde Lenk verhaftet und ein Verfahren gegen ihn eingeleitet, wobei er 1950 vom österreichischen Bundespräsidenten begnadigt wurde.

## Publikationen
- Oberdonau, die Heimat des Führers. Mit Illustrationen von Albrecht Dunzendorfer. Bruckmann: München 1940; 3. Aufl. ebd. 1941.
- Nibelungen, Hebbel und Oberdonau. In: Hebbel-Jahrbuch 1942, S. 46–56.

## Auszeichnungen
- Berufstitel Studienrat (1935)
- Medaille zur Erinnerung an den 13. März 1938
- SA-Obersturmbannführer